# Styloniscidae
Styloniscidae es una familia de crustáceos isópodos. Sus 88 especies reconocidas son casi cosmopolitas.

## Géneros
Se reconocen los 14 siguientes:
- Clavigeroniscus Arcangeli, 1930 (4 especies)
- Cordioniscus Graeve, 1914 (16 especies)
- Indoniscus Vandel, 1952 (4 especies)
- Iuiuniscus Souza, Ferreira & Senna, 2015 (1 especie)
- Kuscheloniscus Strouhal, 1961 (1 especie)
- Madoniscus Paulian de Felice, 1950 (1 especie)
- Myanmariscus † Broly, Mailler & Ross, 2015 (1 especie)
- Notoniscus Chilton, 1915 (7 especies)
- Paranotoniscus Barnard, 1932 (5 especies)
- Pectenoniscus Andersson, 1960 (1 especie)
- Spelunconiscus Campos-Filho, Araujo & Taiti, 2014 (1 especie)
- Styloniscus Dana, 1852 (44 especies)
- Thailandoniscus Dalens, 1989 (1 especie)
- Trogloniscus Taiti & Xue, 2012 (1 especie)